# Искусство Италии XV века
Искусство Италии XV века — время радикального перелома: в архитектуре, скульптуре и живописи складываются основы новой художественной системы, определившей развитие западноевропейского искусства нового времени. Эти сдвиги имели всеобъемлющий характер, дав почву для расцвета искусства раннего Возрождения. «Колыбелью» Итальянского раннего Возрождения стала Флоренция. Позже не уступали и другие города, например, Рим, Урбино, Перуджа, Венеция и т. д.

## Исторический контекст
На искусство Италии повлияли
1. Острый политический кризис
  - участниками конфликта стали самые могущественные итальянские государства: Миланское герцогство с Неаполитанским королевством против Флорентийской республики и Венеции. Первый союз в лице Джан Глеаццо и Ладислао Дураццо претендовал на власть над всей Италией, но был повержен противником в 20-х годах XV века.
2. Великая схизма
3. Изменение политической карты
  - Политическую карту определяют Венеция (самое территориально крупное гос-во Северной Италии), Флоренция (обладавшая выходом к морю), Папское государство, Милан, Неаполь.
4. Возросший авторитет гуманизма
  - Гуманизму принадлежит ведущее место в общественной мысли. Он не подвергает сомнению Священное писание и отцов церкви, но выводит на первый план культуры светское начало, формируя новые представления о мире и человеке. «Прежде всего мы венецианцы, а потом уже христиане» — гласит венецианская поговорка того времени[1].

## Общие характеристики периода
Являясь временем нового перелома, 15 век меняет привычные устои в искусстве. Для этой эпохи характерны преодоление позднеготических традиций, обращение к античному наследию, ориентир на природу, как на главный образец совершенства, принятие за основной закон искусства красоту (совершенные пропорции, золотое сечение), антропоцентричность.

## Направления искусства

### Архитектура
Цитата, ёмко описывающая это направление в XV веке: «Ныне не употребляется никакая другая манера, кроме античной, как при постройке церквей, так и в общественных и частных сооружениях». Архитектура стала носителем новой гуманистической образованности.

Можно выделить несколько основных характеристик итальянской архитектуры XV века. Во-первых, служение человеку. Идея подобия здания человеку была почерпнута у Витрувия. Франческо ди Джорджо стремится установить соответствие архитектурных форм и планировок очертаниям и пропорциям человеческой фигуры. Во-вторых, господство упорядоченности форм, логики, законов перспективы и пропорций (например, ведуты из Урбино)

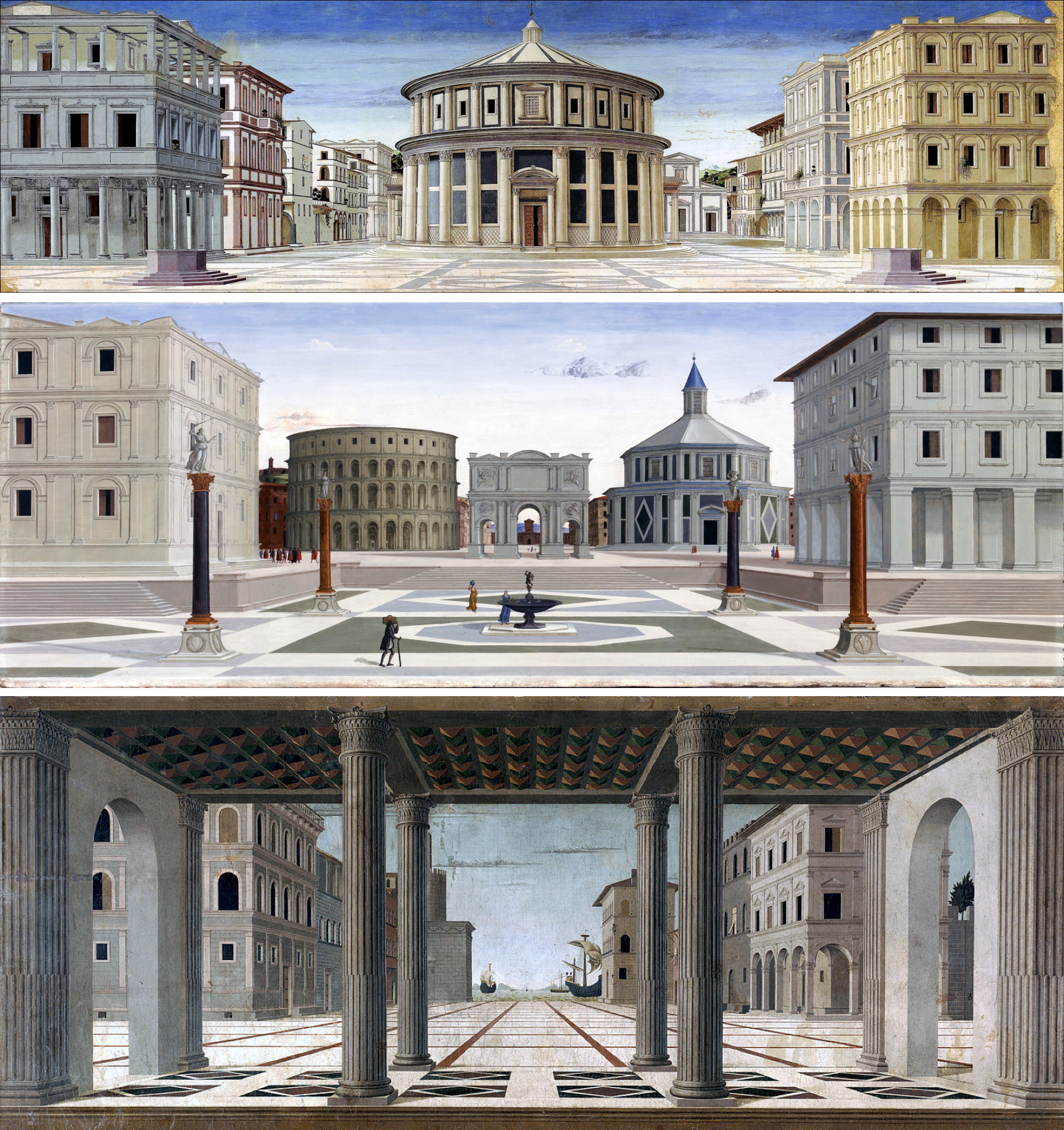
Ведуты из Урбино (1470)

Следующая характерная черта архитектуры — ордерная система. За ней следует тяготение к украшению, богатству декора. Эта черта особенно видна на примере коринфских колонн с импостами, украшенными головками херувимов в базилике Сан-Лоренцо и рельефов из мрамора и раскрашенных терракоты как в маленьком оратории сан Бернардино в Перудже.

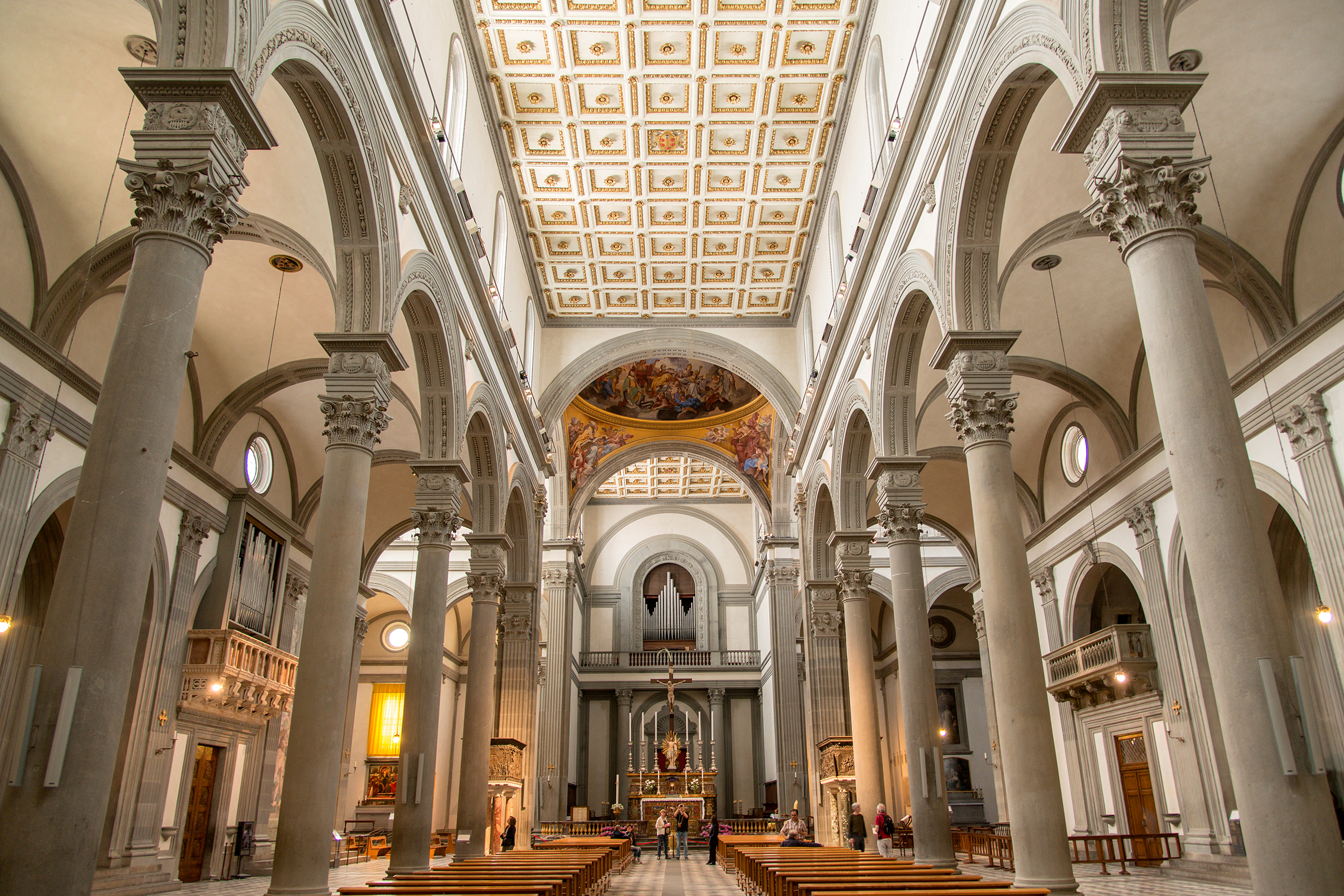
Коринфские колонны с импостами, украшенными головками херувимов в церкви сан Лоренцо (1421)
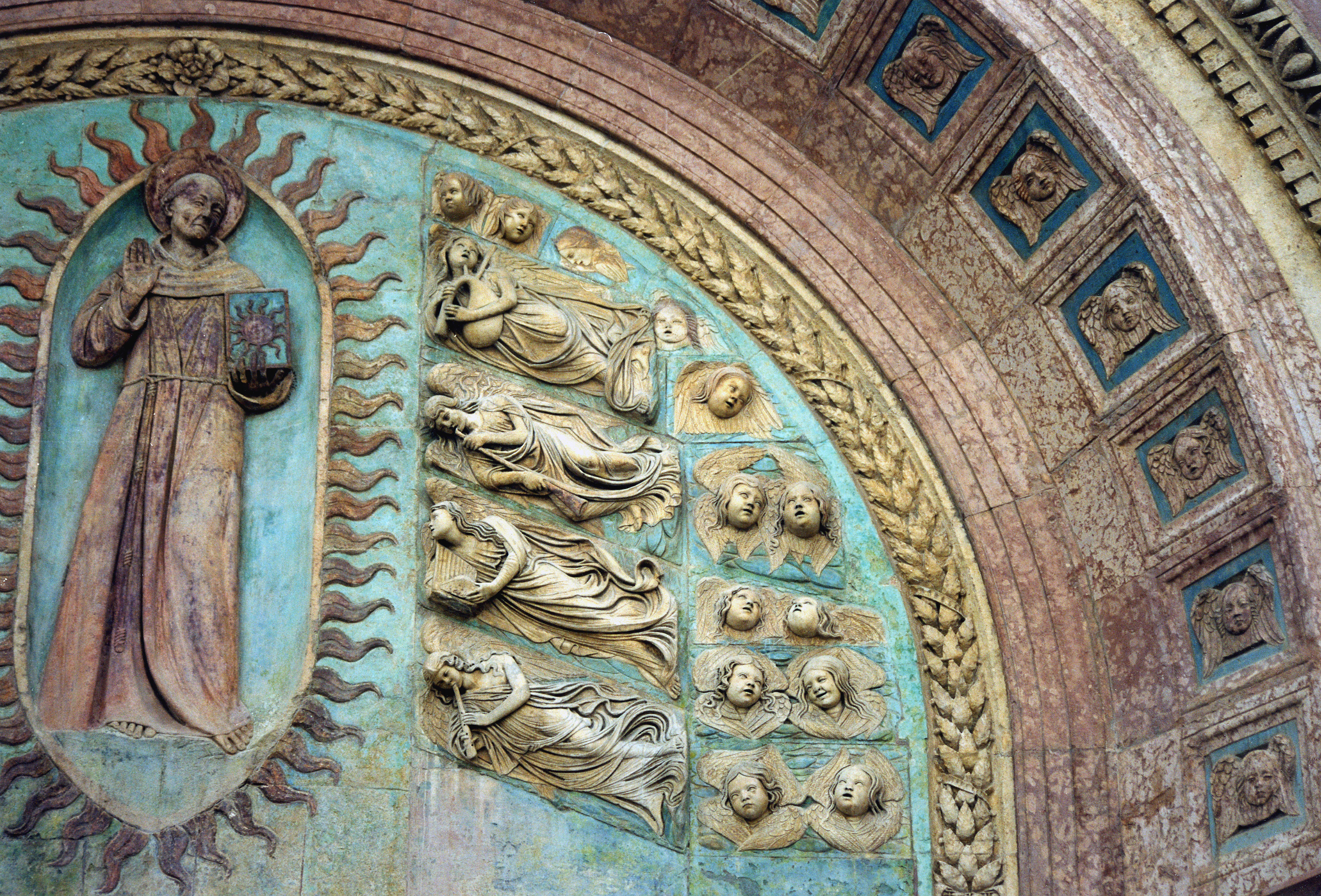
Рельефы из мрамора и раскрашенные терракоты. Маленький ораторий сан Бернардино в Перудже (1457-1461)

#### Флорентийская школа
Отличалась использованием классических элементов, таких как упорядоченное расположение колонн, пилястр, перемычек, полукруглых арок и полусферических куполов. Ключевые лица: Микелоццо, один из создателей первых ренессансных загородных усадебных домов (виллы Медичи в Карреджи и виллы Медичи во Фьезоле), и Филиппо Брунеллески, первый, кто способствовал возрождению искусства во Флоренции.

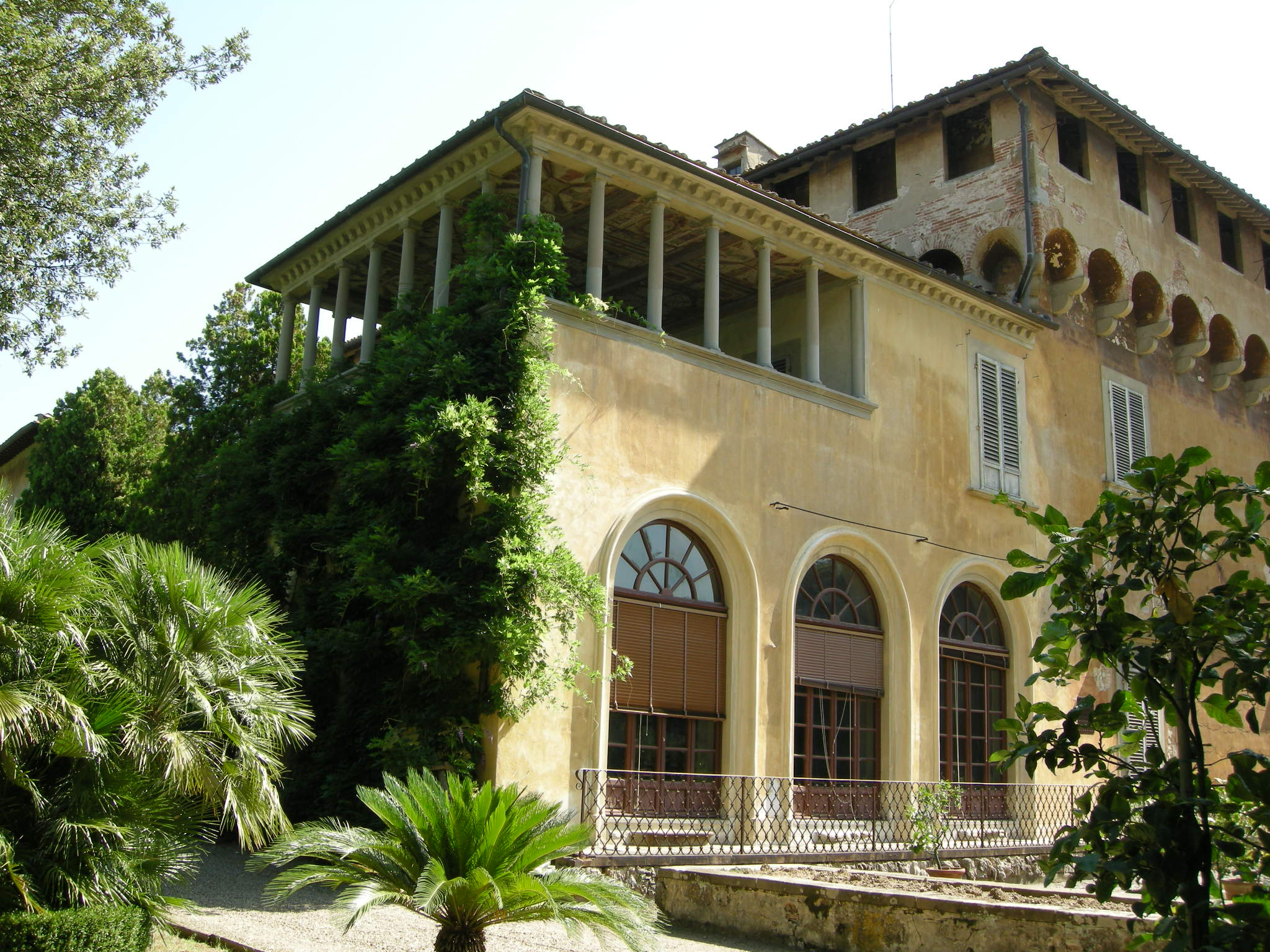
Микелоццо. Вилла Медичи в Карреджи (1459)
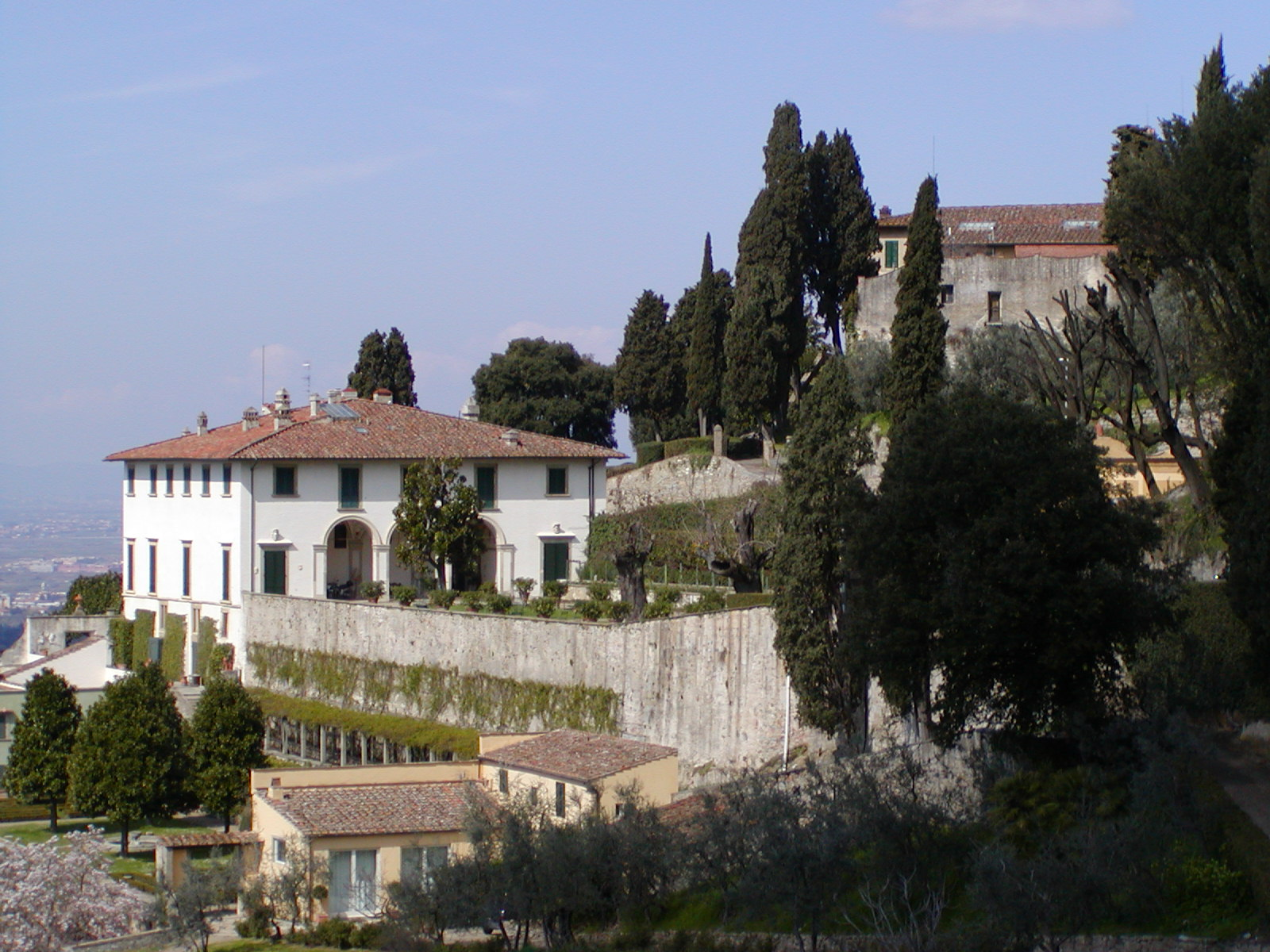
Микелоццо. Вилла Медичи во Фьезоле (1458-1461)

Большой вклад также внесли архитектор-учёный Леон Баттист Альберти и Джулиано Да Сангало. В творчестве Альберти центральное место принадлежит учению о гармонии как важной природной закономерности, которую человек должен не только учитывать во всей своей деятельности, но и распространить собственным творчеством на разные сферы своего бытия. Второй архитектор разработал мотив «идеального храма», центрического купольного здания. 

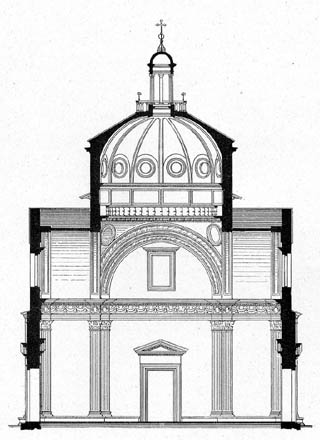
Джулиано да Сангало. «Идеальный храм», Санта-Мария-делле-Карчери (148

#### Ломбардская школа
Складывается во второй половине XV века. Её привычной частью оставались готические элементы и живописная причудливость. Яркий представитель — Филарете, автор Трактата об архитектуре. Его творчество — сочетание флорентийских и Северных традиций.

#### Венецианская школа
Одновременно формировалась под влиянием Ломбардии и отдельно от нее, воплощая одну из высших точек всего итальянского зодчества XV века. Делится на 2 этапа: до 70-х годов оперирует преимущественно мотивами поздней готики, после — ренессансными ордерными принципами (один из примеров — Скуола ди Сан-Марко). Ключевые представители школы: Пьетро Ломбардо, Антонио Риццо, Моро Кодуччи.

Ведущие архитекторы исходили из местных традиций, поэтому в венецианской архитектуре присутствуют арочные лоджии, галереи и т. д.

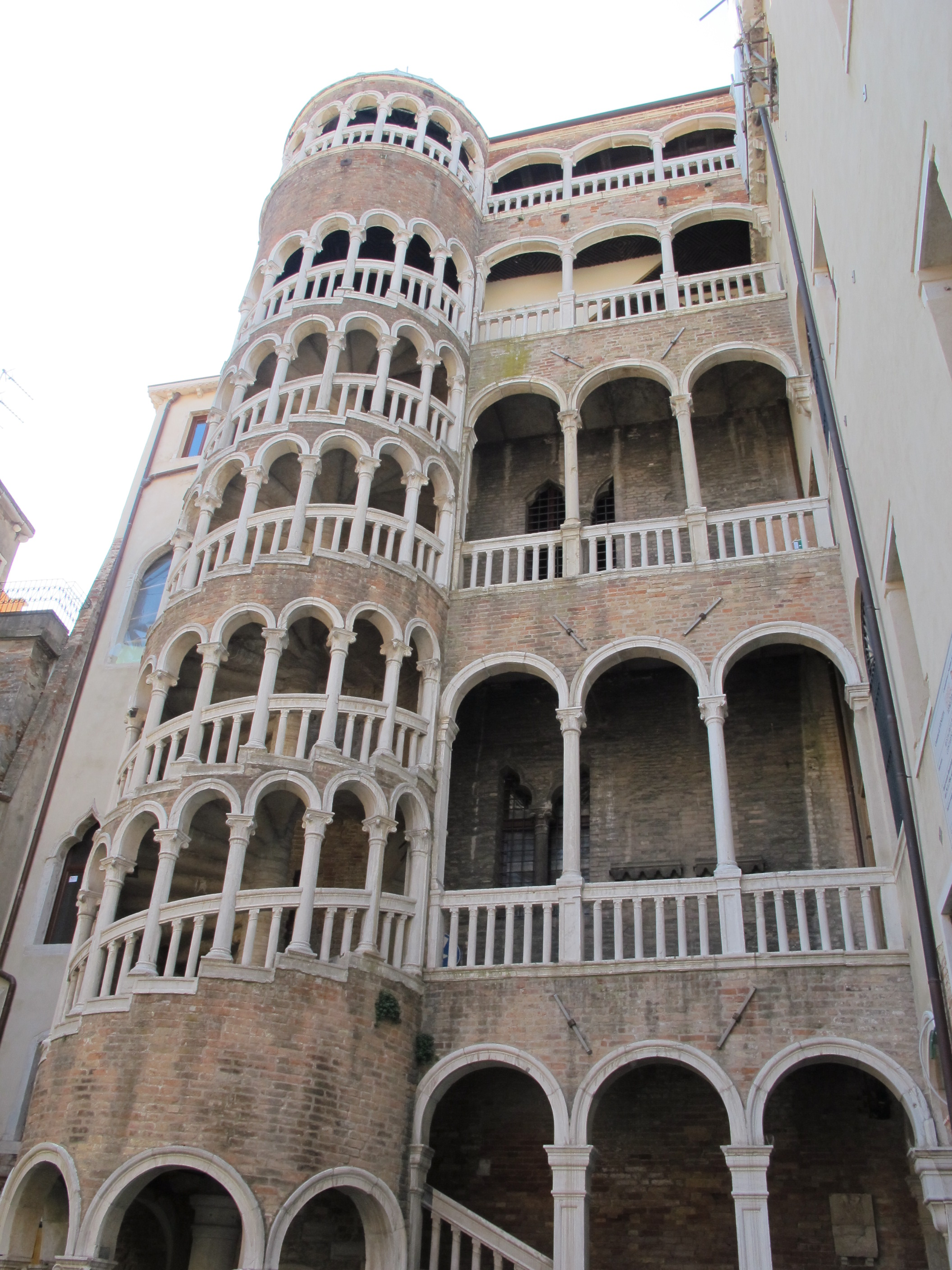
Дж. Ланди. Палаццо Контарини дель Боволо (1499)
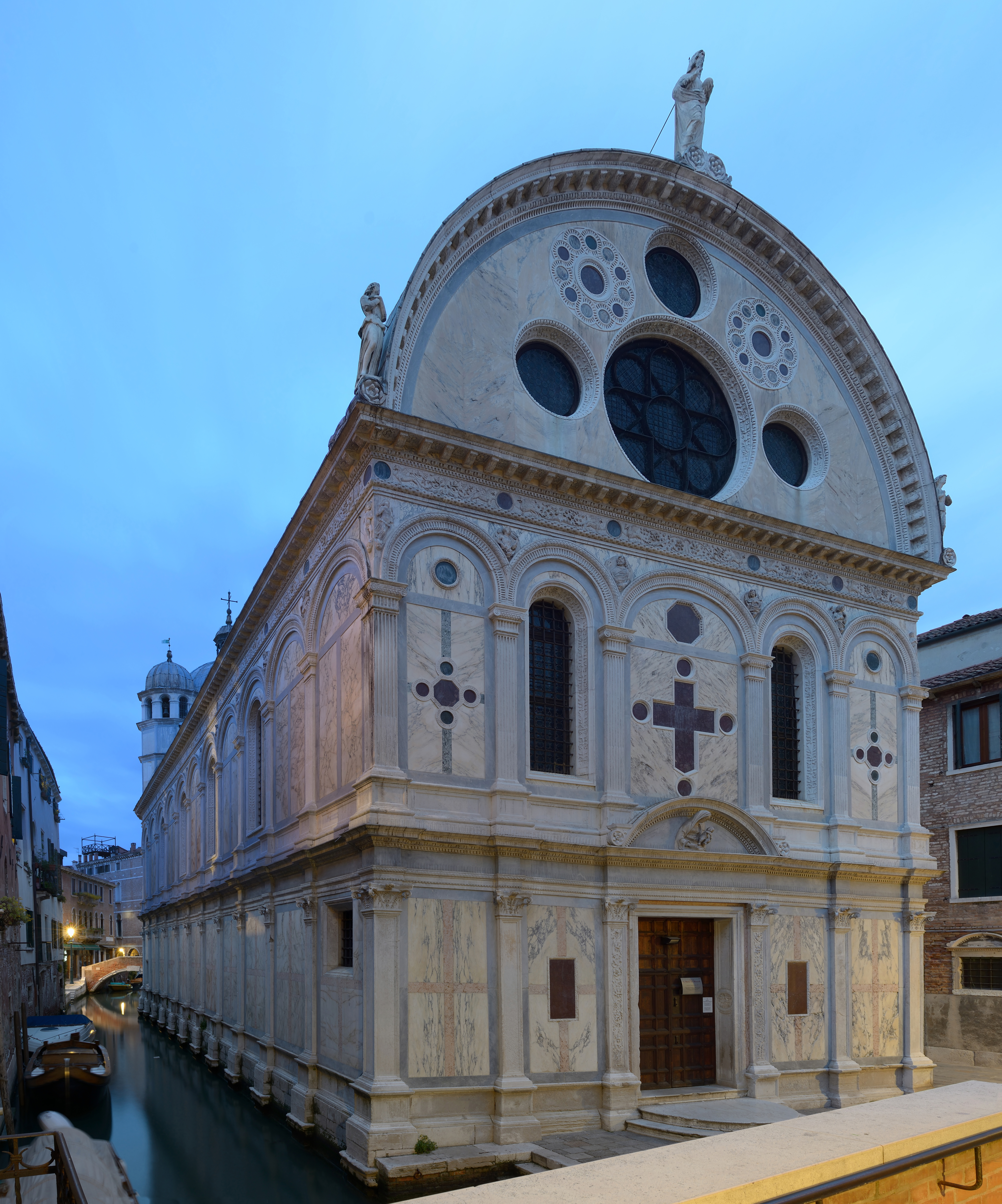
Пьетро Ломбардо. Церковь Саната Мария деи Мираколи (1481-1489)
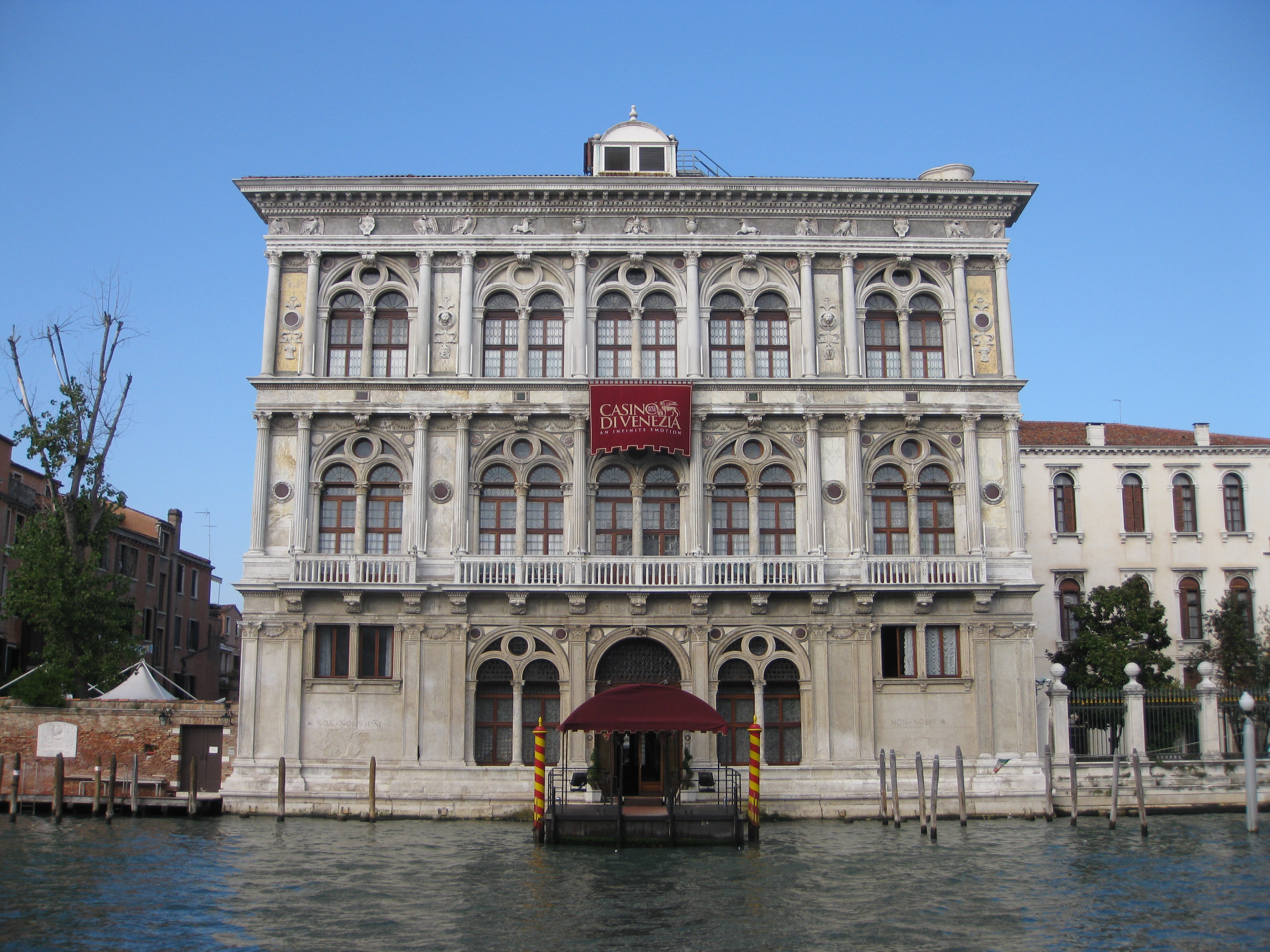
Пьетро Ломбардо, Моро Кодуччи. Палаццо Вендрамин-Калерджи (1481-1509)

### Скульптура
В XV веке Италия заняла ведущее место в сфере скульптуры, сместив Германию и Францию. Её устремления формировались ещё до Брунеллески и преодоления «интернационального стиля» в живописи. Скульптура стала одной из отправных точек для остальных направлений искусства, так как скульпторы уделяли особое внимание изучению античности, анатомии человека, методу натурной штудии.

Основные характеристики итальянской скульпутры XV века: декоративность скульптуры и сочетание плавности языка античности и остроты антикизации. Скульпторы становятся ювелирами. Они сочетают изобразительные орнаментальные мотивы. Излюбленным материалом становится майолика. Даже возвышенное начало в скульптуре раннего Возрождения конкретно, будь то простодушная ясность Мадонны Луки делла Роббиа или грация образов Дезидерио да Сеттиньяно.

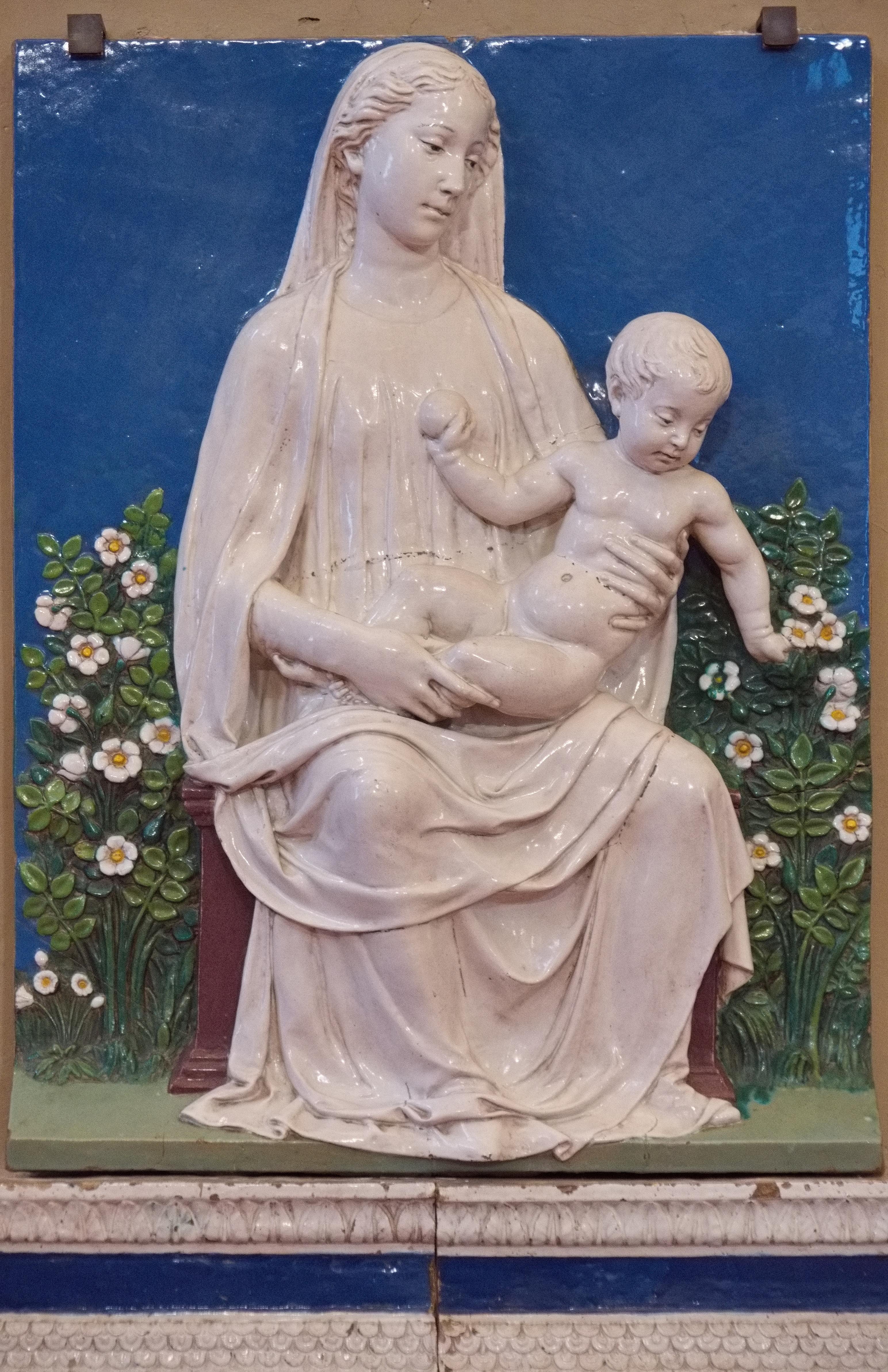
Лука Делла Роббиа. Мадонна в саду. Майолика.
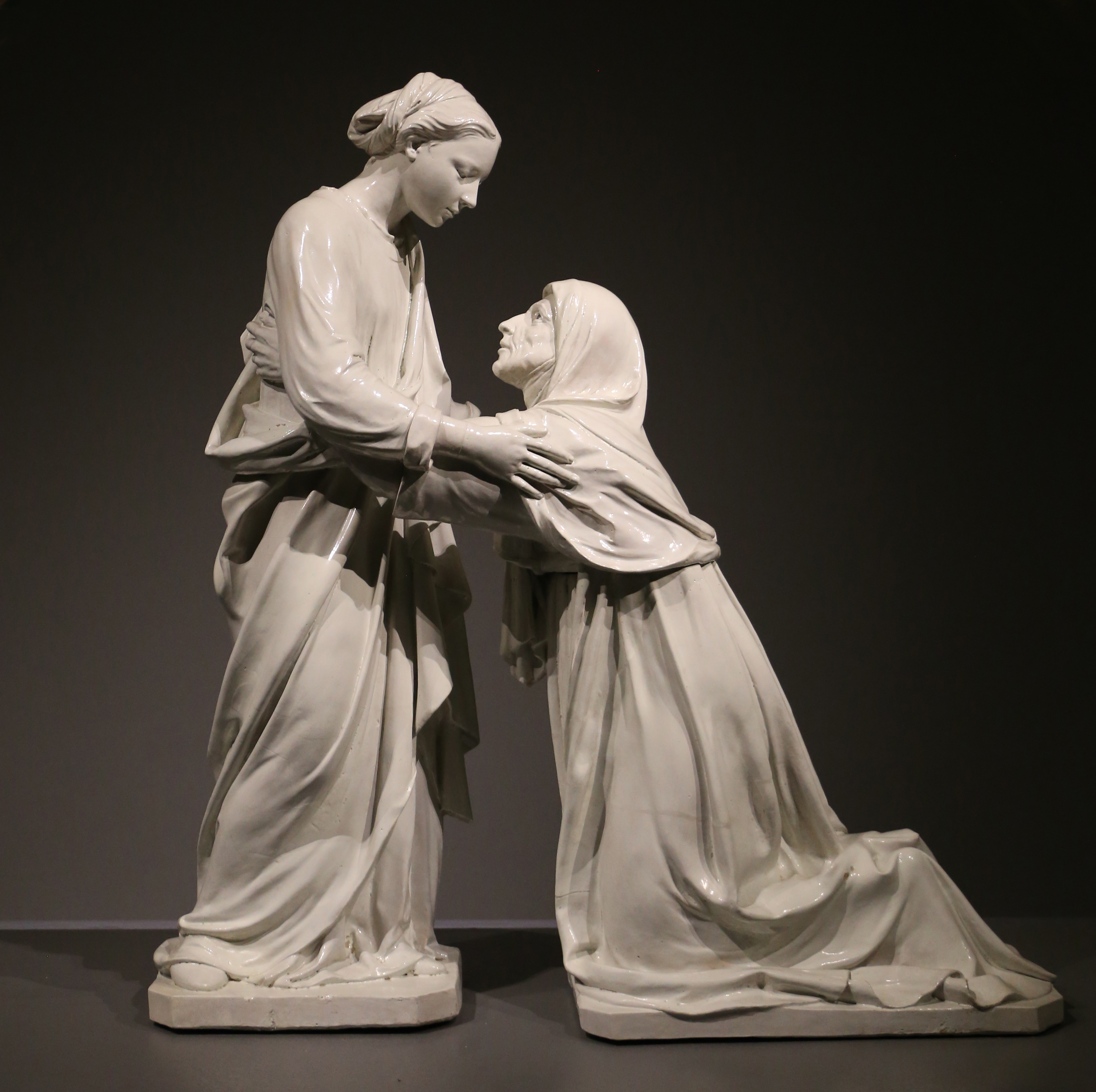
Лука делла Роббиа. Встреча Марии и Елизаветы (1455). Майолика.
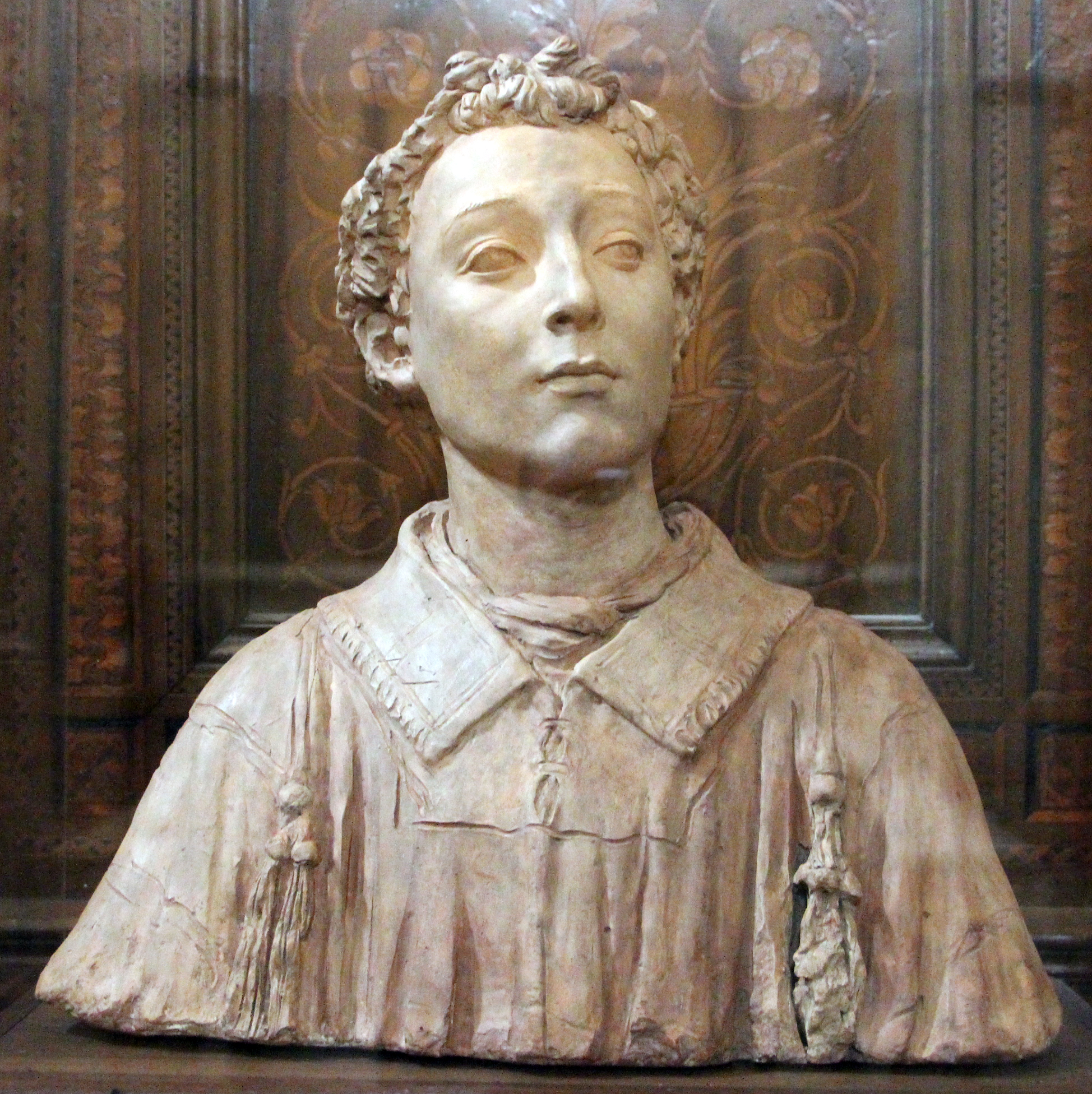
Дезидерио да Сеттиньяно. Святой Лаврентий.

#### Флорентийская школа
Для скульпторов этой школы огромное значение имело раскрытие личности реальной натуры, открытие многообразия форм окружающего мира. Флорентийская скульптура воплотила гуманистическую концепцию личности в обобщенных героизированных образах (например, Давид Донателло). Среди ключевых деятелей XV века Гиберти (первый историк итальянского искусства), Нанни ди Банко (скульптор, чьему творчеству присущи инертности, композиционная ясность), Донателло (один из реформаторов итальянского искусства, ему свойственны творческая смелость и неустанные поиски нового), Лука делла Роббиа (с его именем связано появление нового вида скульптуры — майолики) и Верроккьо (его произведения обладают вкусом и чувством стиля декоратора, а главное место в творчестве занимает тема отдельно стоящей статуи).

#### Ломбардская школа
В творчестве ломбардских скульпторов сохраняется наследие ломбардской готики и связь с искусством Северной Европы. При декорировании северо-итальянских ренессансных фасадов они отводили ведущее место именно круглой статуе с орнаментальной мраморной резьбой. А Джованни Антонио Амадео, ломбардский мастер, наследует ренессансные мотивы Микелоццо и Филарете, давая им «антиклассическую» трактовку.

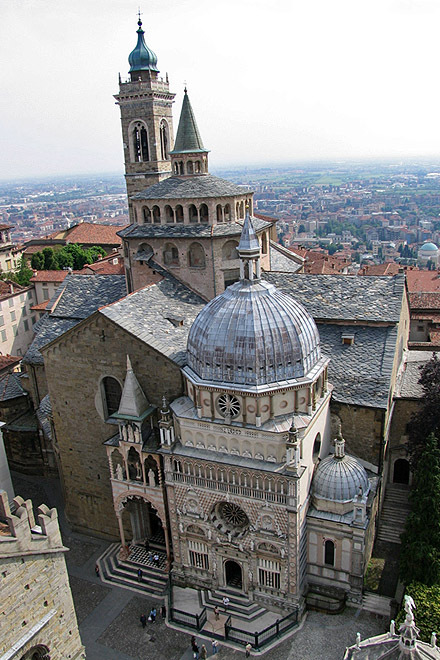
Джованни Антонио Амадео. Капелла Коллеони в Бергамо (1470—1475)

#### Венецианская школа
Как и ломбардская, венецианская школа, складывается в последней трети XV века. Здесь скульптура в меньшей мере выполняет чисто декоративные функции. Ведущее место принадлежит монументальной надгробной пластике. Одним из ведущих скульпторов был Антонио Риццо, которому, в отличие от других мастеров, свойственны острота и тяга к экспрессии (например, статуи Адама и Евы и Надгробный монумент дожа Нокколо Трон). Его противоположностью был Пьетро Ломбардо, в чьём творчестве преобладает тяготение к ясности и мягкой обобщенности форм.

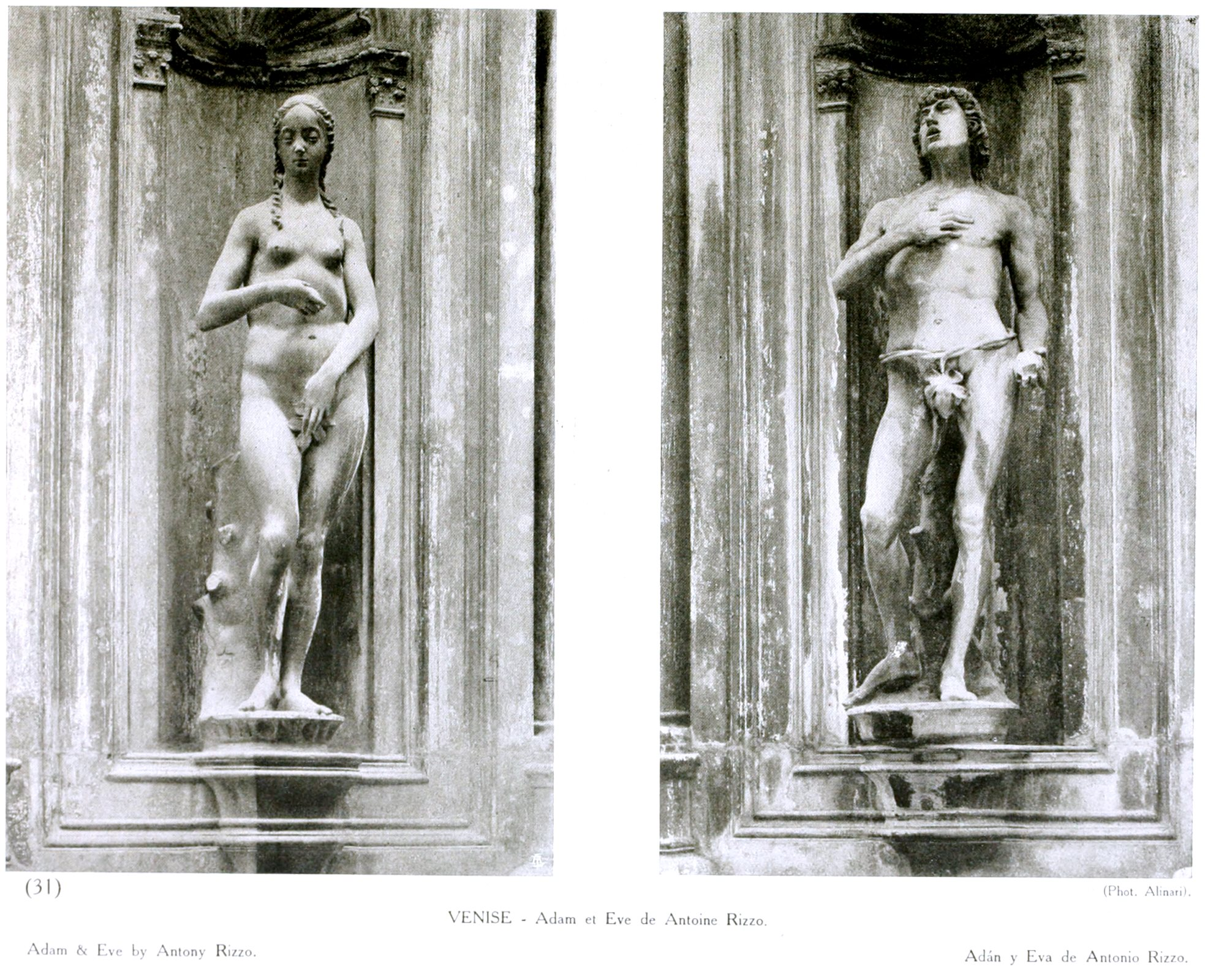
Антонио Риццо. Статуи Адама и Евы (1485)
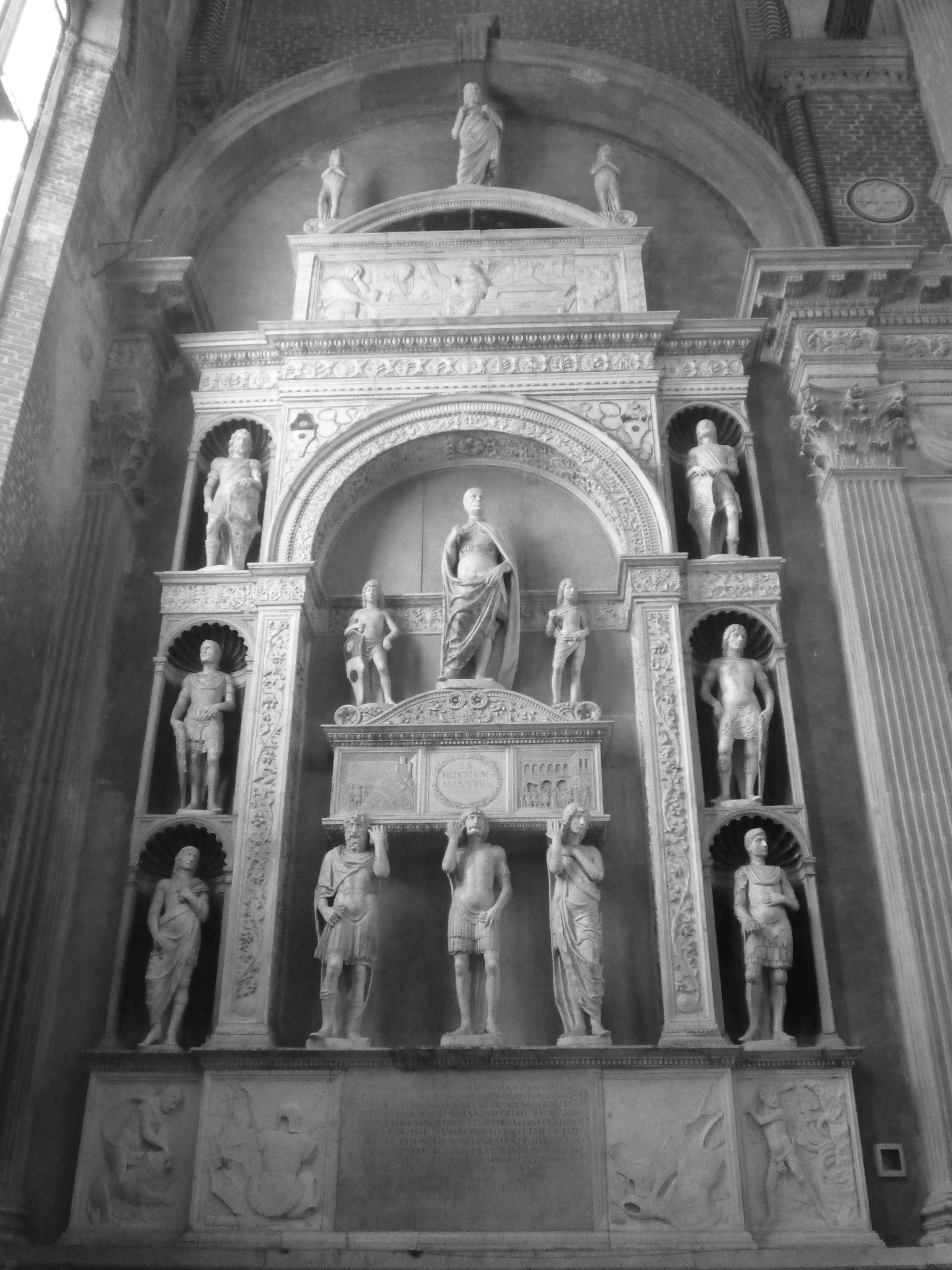
Антонио Риццо. Надгробный монумент дожа Нокколо Трон в церкви Санта Мария Глориоза деи Фрари в Венеции (1480)

### Живопись
В XV веке живопись подарила нам большое количество фресковых циклов выдающихся мастеров. Наряду с математикой живопись представляется в эту эпоху самым совершенным инструментом познания мира. «И поистине, живопись — Наука и законная дочь природы». В области живописи были наиболее полно разработаны ренессансные принципы «подражания природе».

### Кассоны, миниатюра, гравюра
В XV веке живопись активно проникала в быт. Художники раннего Возрождения расписывают парадные щиты, игральные карты «тарокки», делают вставки для украшения мебели. Например, щит Кастаньо «Давид».

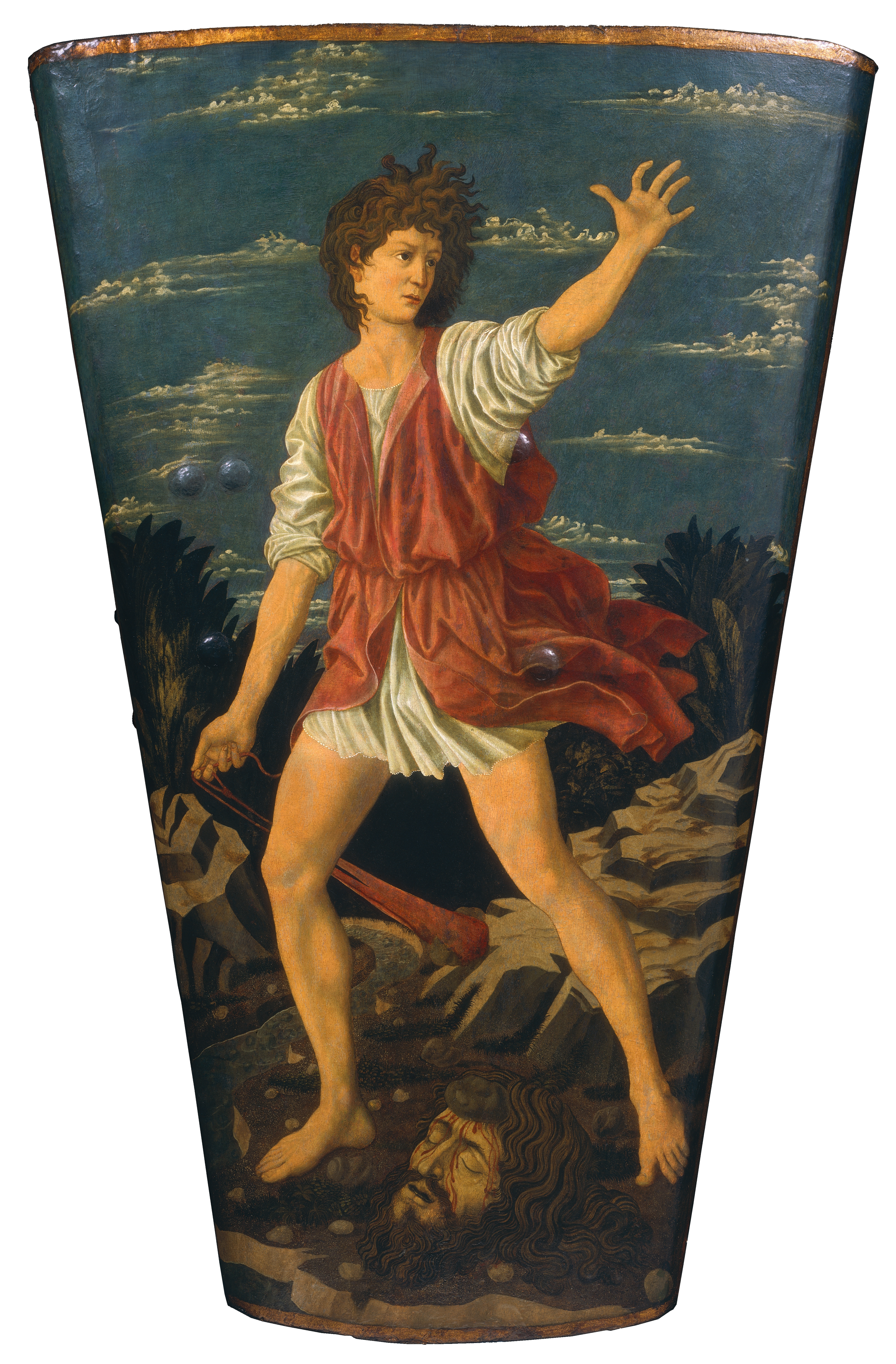
Андреа дель Кастаньо. Давид с головой Голиафа (1450-е)

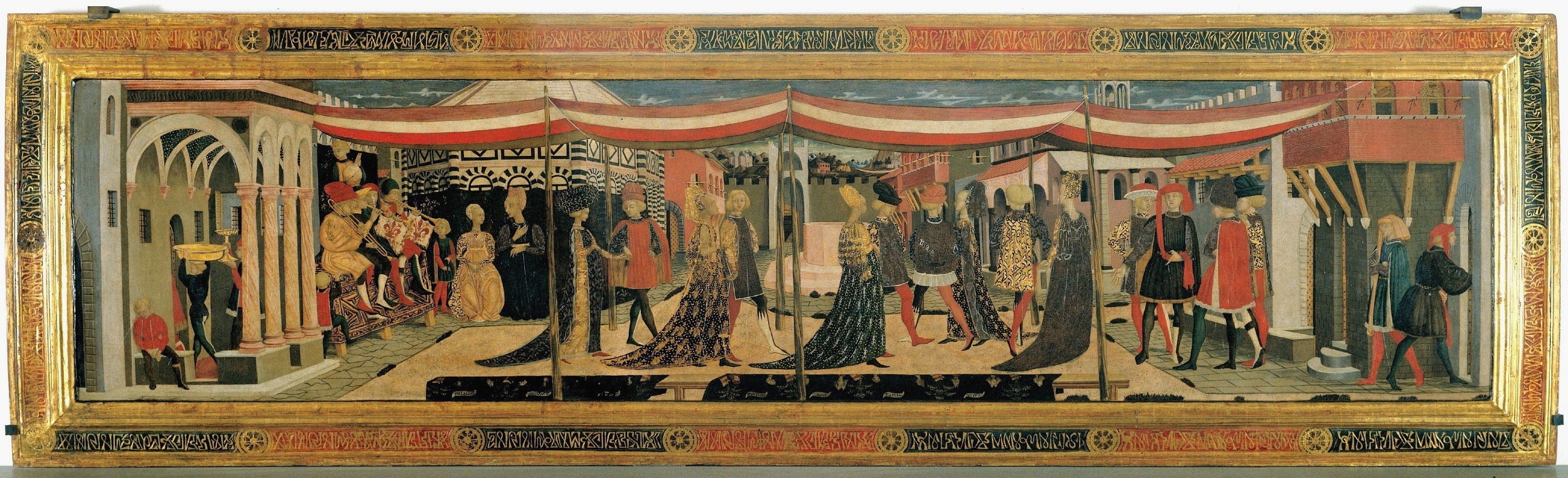
Джованни ди Сер Джованни Кассоне Адимари (1450)

Отдельной областью живописи становится роспись свадебных сундуков «кассоне». Главным производителем была мастерская Аполлонио ди Джованни (Флоренция). В росписях преобладают многофигурные композиции: сцены из античной истории переплетаются с сюжетами куртуазных романов, ренессансные мотивы — с готической стилизацией. Например, кассон Адимари.
Как и для других западноевропейских стран, XV век для Италии стал временем последнего расцвета искусства книжной миниатюры. В ней преобладает декоративное начало, поэтому элементы готической стилистики продолжают в ней существовать. Это относится прежде всего к мастерам из Ломбардии: Микелино да Безоццо и Бельбелло да Павия. Широкой известностью пользовались и миниатюристы из Флоренции: Аттаванте, братья ди Джованни, Филлиппо ди Маттео Торелли.

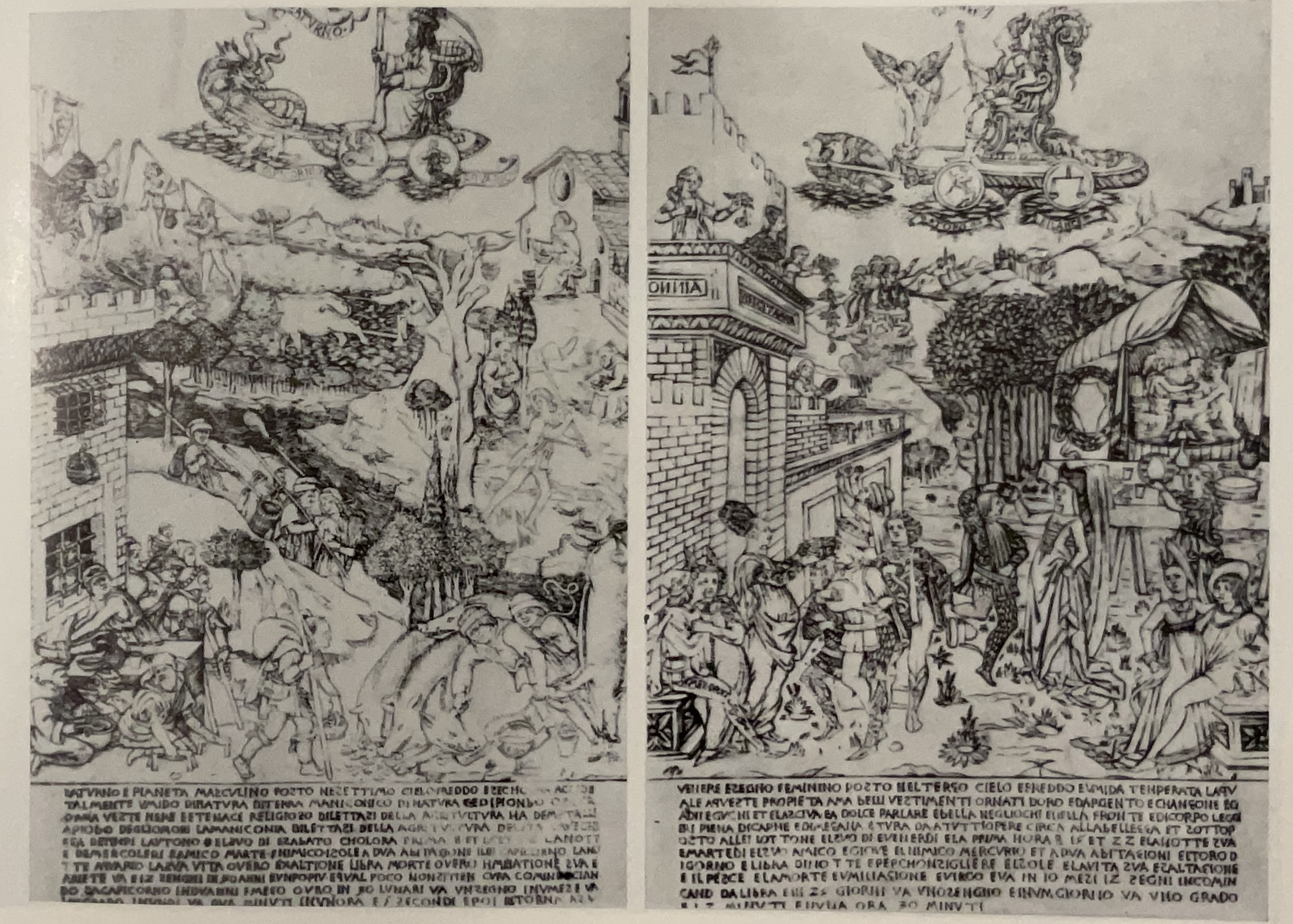
Аллегория планеты Сатурн, аллегория планеты Венера (ок. 1450—1460). Резцовые гравюры.

Рядом с миниатюрой с середины XV века получает широкое распространение новый вид искусства — гравюра. На первых порах резцовая гравюра оказалась уделом ювелиров, а простота техники и дешевизна материала обеспечили гравюре самое разнообразное практическое применение: календари, «тарокки», дешёвый заменитель иконы и так далее. С проникновением в сферу гравюры гуманистических идей популярными становятся темы «Триумфов» Петрарки, мифологические сюжеты.